# Usko Nyström

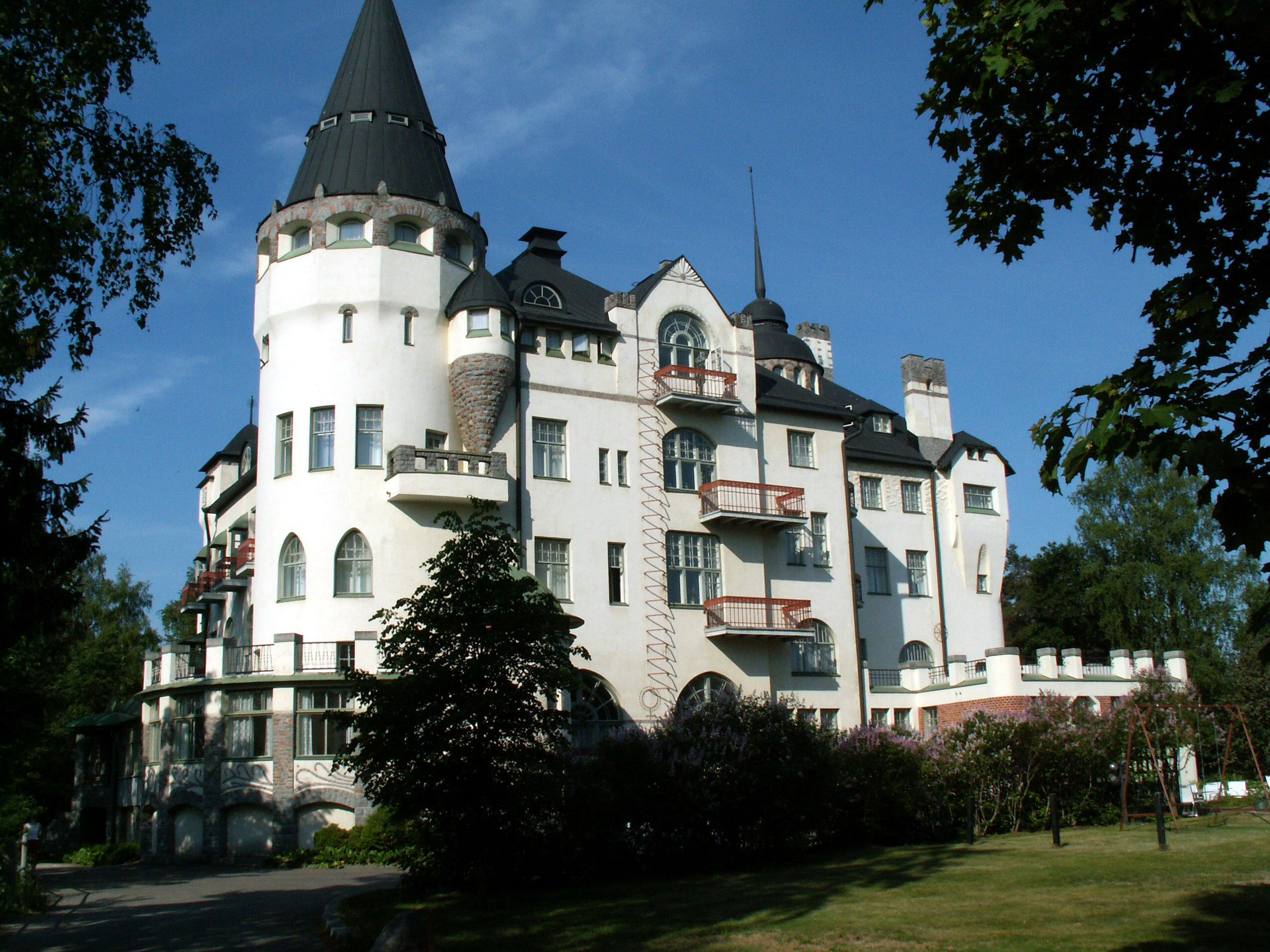
Imatra Statshotell

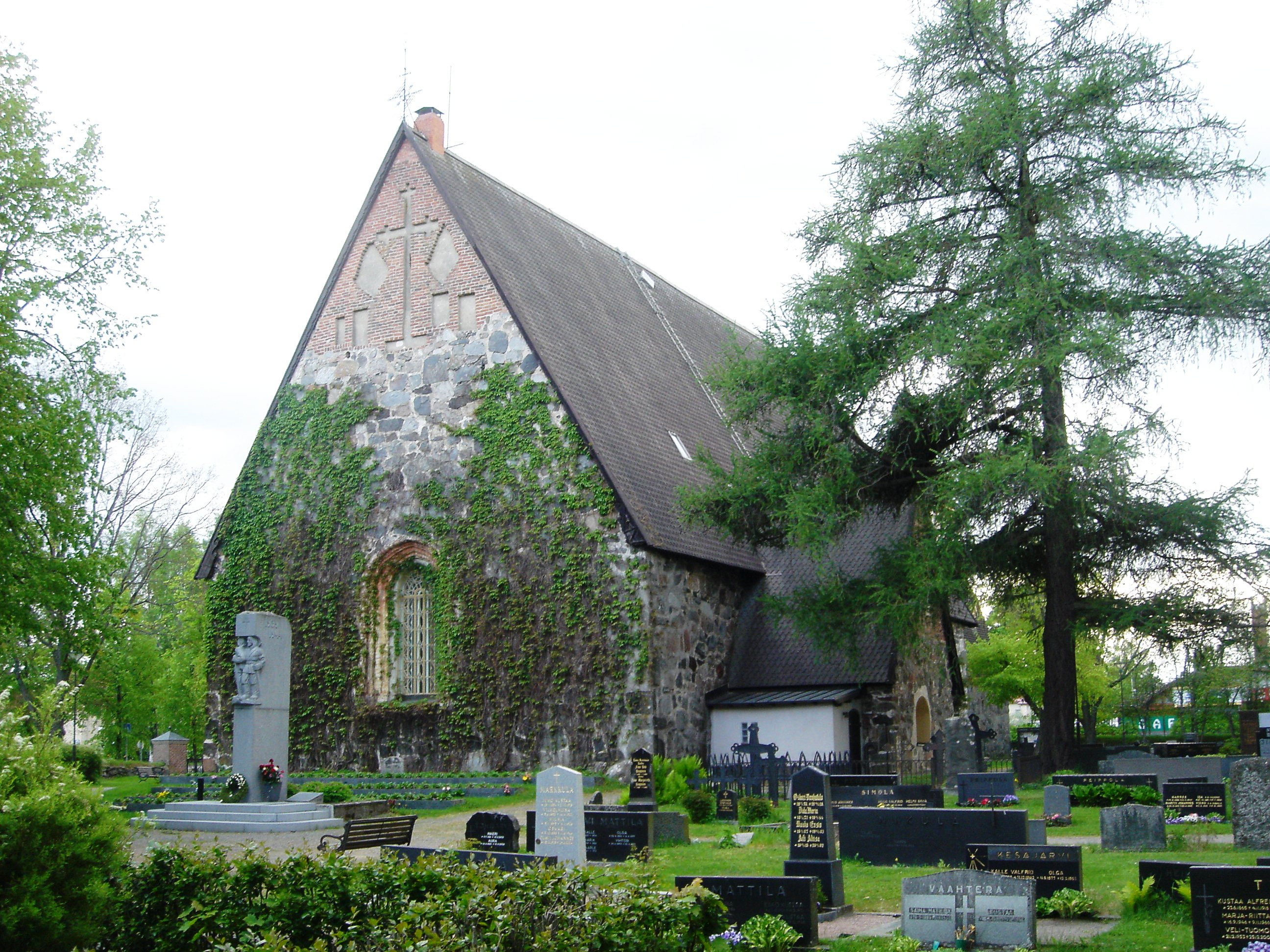
Kyrkan i Lampis 1920

Sakris Usko Nyström, född 6 september 1861 i Virdois, död 6 januari 1925 i Kotka, var en finländsk arkitekt. 
Nyström studerade vid Helsingfors universitet och Polytekniska institutet i Helsingfors och blev arkitekt 1888. Efter att några år ha arbetat på professor Gustaf Nyströms byrå studerade han 1890–1891 i École des beaux-arts i Paris. Åren 1892–1908 var han biträdande lärare i teckning vid Polytekniska institutet och senare lektor i antikens och medeltidens arkitektur vid tekniska högskolan i Helsingfors, varjämte han 1893–1902 även var lärare i Centralskolan för konstflit. Bland hans studenter fanns de berömda arkitekterna Eliel Saarinen och Alvar Aalto. Nyström drev en arkitektbyrå tillsammans med Vilho Penttilä och Albert Petrelius 1894–1908.
Bland Nyströms byggnader, av vilka de senare är alster av en modern smakriktning, kan nämnas Imatra Statshotell i Imatra (1903), Centralfolkskolan i Björneborg (1912), Viborgs rådhus (1912, efterskisser uppgjorda av N. och V. Penttilä), fasaderna till Kansallispankkis hus i Viborg och finska samskolan i Kotka samt åtskilliga privathus, till exempel Suviranta vid Tusby träsk åt Eero Järnefelt.

## Bildgalleri

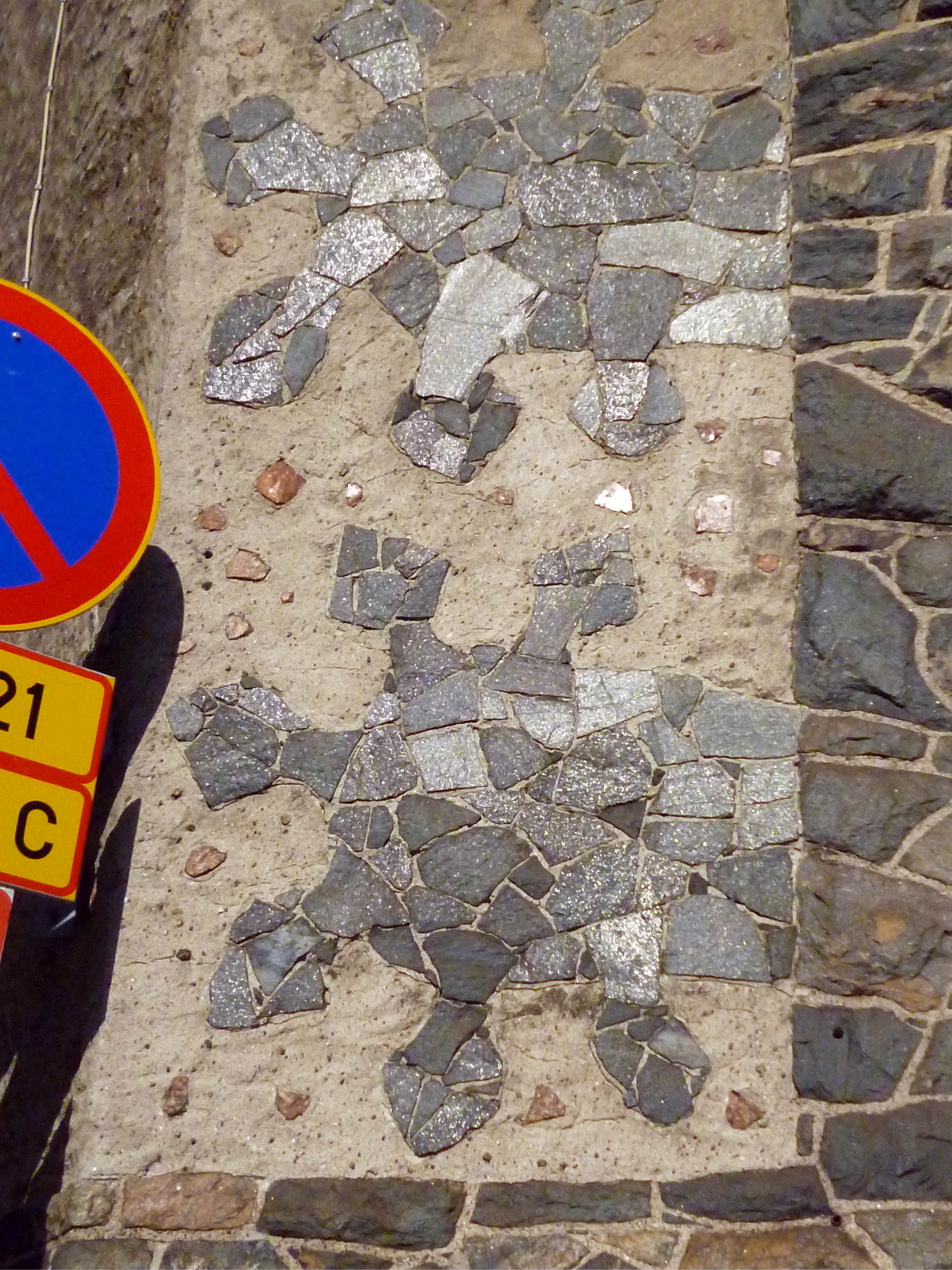
Sjögräsdekoration på Kaptengatan 11 i Helsingfors (1902)
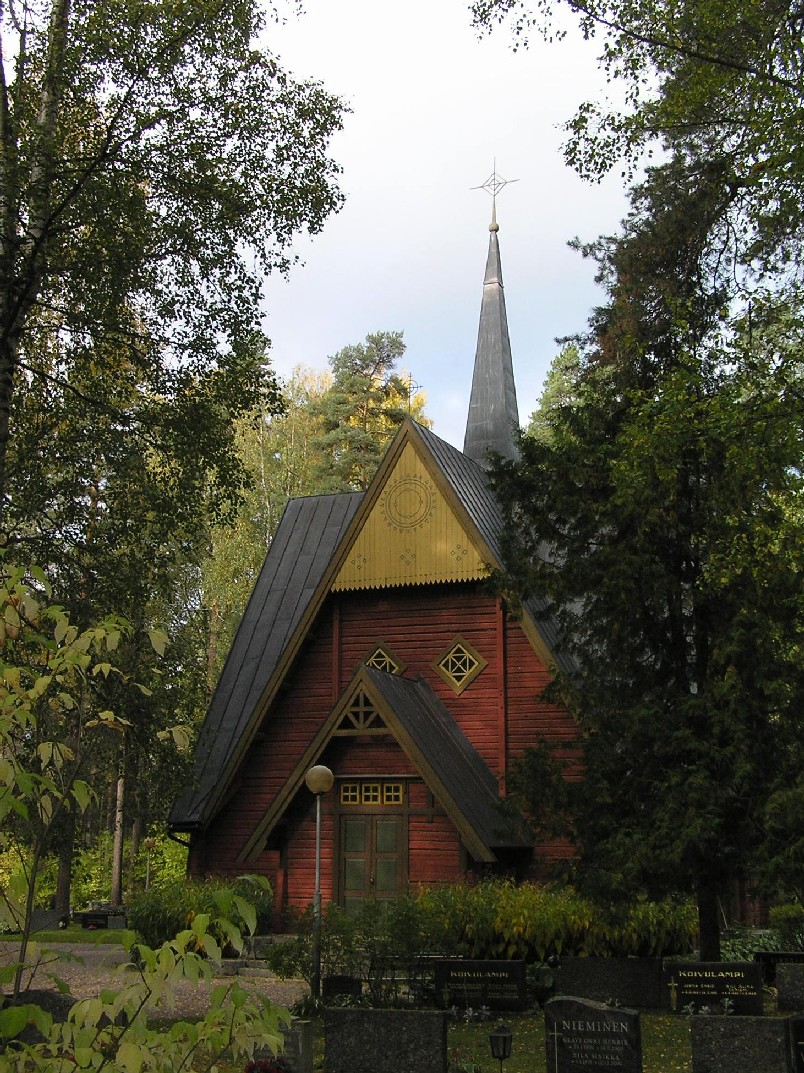
Begravningskapell i Virdois (1902)
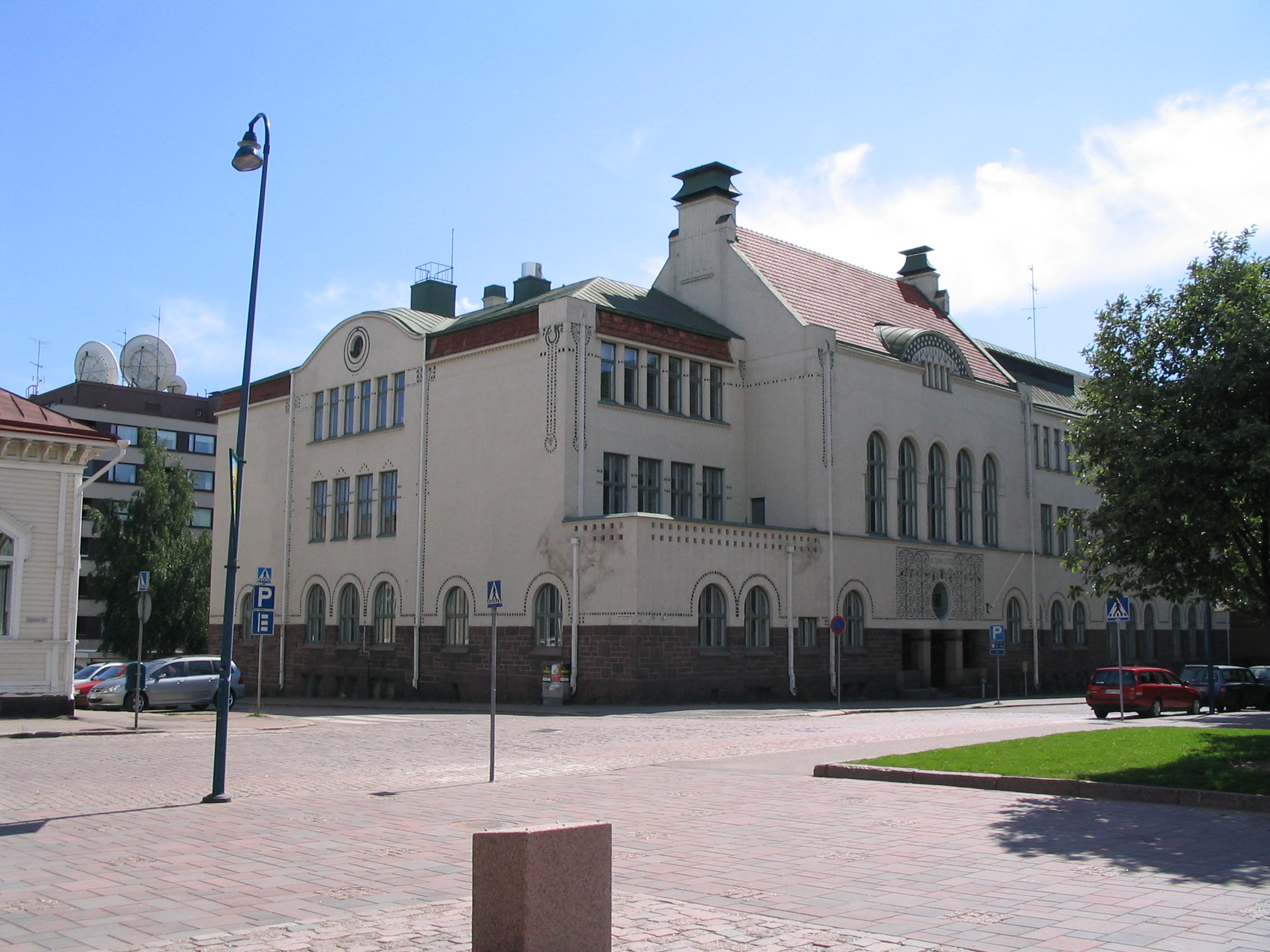
Gymnasiet i Kotka (1905)
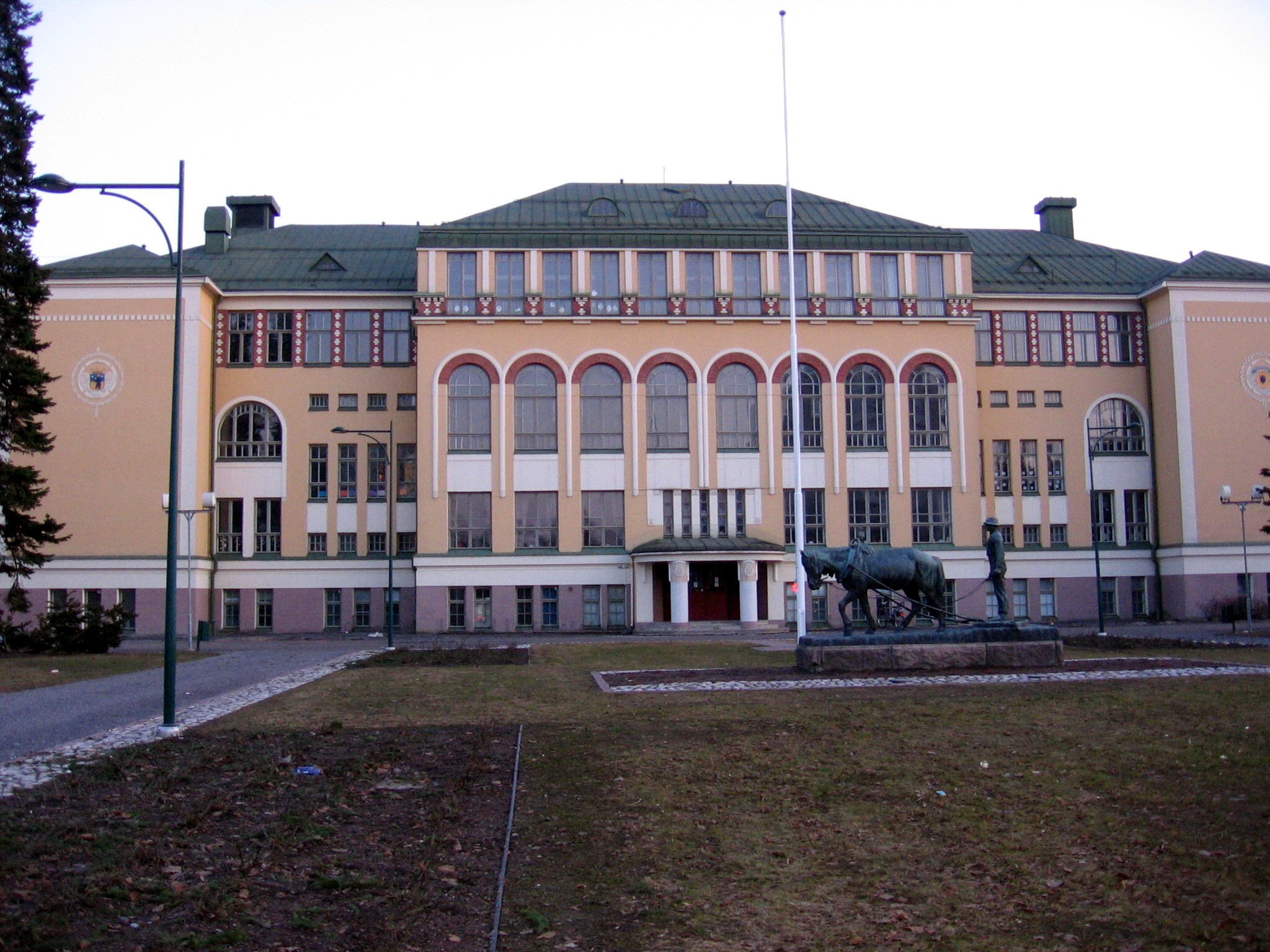
Cygnæusskolan i Björneborg (1912)